# Consórcio Intermunicipal Grande ABC
O Consórcio Intermunicipal Grande ABC ou Consórcio ABC é uma associação pública formada pelas cidades de Santo André, São Bernardo do Campo, São Caetano do Sul, Diadema, Mauá, Ribeirão Pires e Rio Grande da Serra. Foi constituído como associação civil de direito privado em 19 de dezembro de 1990, como resultado de um modelo de governança das políticas de desenvolvimento regional que se desenvolve desde os anos 1980. Em decorrência da Lei 11.107/2005, conhecida como Lei dos Consórcios Públicos, institui-se em 8 de fevereiro de 2010 como o primeiro Consórcio Público  multisetorial de direito público e natureza autárquica do país.

## Aspectos gerais
Desde a Constituição de 1988, os municípios assumiram a posição de "entes federados" o que levou a novas responsabilidades no pacto federativo. Desde então, ocorreram diversas articulações microrregionais. O Consórcio Intermunicipal do Grande ABC foi constituído em dezembro de 1990, inicialmente denominado Consórcio Intermunicipal das Bacias do Alto Tamanduateí e Billings, pelos municípios de Santo André, São Bernardo do Campo, São Caetano do Sul, Diadema, Mauá, Ribeirão Pires e Rio Grande da Serra). Celso Daniel, prefeito de Santo André, foi o primeiro presidente do consórcio e o articulador da cooperação entre os municípios do Grande ABC. 
Em 1992, realiza-se o  Seminário Regional Fórum ABC Ano 2000, que produziu uma carta de intenções para revitalização da economia regional.  Em 1997, é constituída a Câmera Regional do Grande ABC como um espaço de integração política entre esses municípios, o governo estadual e a sociedade civil organizada. Esse movimento inspira a criação da Agência de Desenvolvimento Econômico do Grande ABC em 1998.
Em 2005, a partir da  Lei 11.107, os  Consórcios Públicos tiveram o seu reconhecimento jurídico e foram instituídos como pessoa jurídica de direito público (associação pública) ou pessoa jurídica de direito privado (associação civil sem fins lucrativos) . A legislação determina que a União somente celebra convênios com consórcios públicos constituídos sob a forma de associação pública ou que para essa forma tenham se convertido. Para o Consórcio ABC se adequar à nova norma, a mudança foi precedida por um Protocolo de Intenções assinado por todos os chefes de Executivo e aprovado pelas sete Câmaras Municipais. Em 8 de fevereiro de 2010 foi concluído o processo de transição do Consórcio ABC, com a instalação pelos prefeitos dos sete municípios da Assembleia Geral nos moldes do Contrato de Consórcio Público. 
Os Consórcios Públicos ganham importância com o debate sobre a "questão metropolitana" a partir da lei que reorganiza a Região Metropolitana de São Paulo a partir da lei 1.139/2011 e as consequentes redefinições orçamentárias relacionadas a esse processo. 
Nas ações do Consórcio ABC foram desenvolvidos diversos eixos de trabalho relacionados a temas como Infraestrutura; Segurança Pública; Saúde; Assistência, Inclusão Social e Direitos Humanos; Educação, Cultura e Esportes; Desenvolvimento Econômico Regional; Desenvolvimento Urbano e Gestão Ambiental; Institucional. Cada um desses temas são tratados por  grupos de trabalhos (GTs) reponsáveis pelo desenvolvimento de estudos e análises específicas a essas áreas. 

## Municípios do Consórcio Intermunicipal Grande ABC
- Santo André
- São Bernardo do Campo
- São Caetano do Sul
- Diadema
- Mauá
- Ribeirão Pires
- Rio Grande da Serra

## Lista de Gestões do Consórcio Intermunicipal Grande ABC1990-2025
| Presidente | Presidente             | Prefeito (a) de       | Vice-presidente | Vice-presidente           | Prefeito (a) de       | Mandato             | Notas                                                                                                   |
| ---------- | ---------------------- | --------------------- | --------------- | ------------------------- | --------------------- | ------------------- | --- |
| 1          | Celso Daniel           | Santo André           | 1               | Aparecido Benedito Franco | Rio Grande da Serra   | 1991 - 1992         | |
| 2          | Valdírio Prisco        | Ribeirão Pires        | 2               | Walter Demarchi           | São Bernardo do Campo | 1993                | |
| 2          | Valdírio Prisco        | Ribeirão Pires        | 3               | Newton Brandão            | Santo André           | 1994                | |
| 3          | Walter Demarchi        | São Bernardo do Campo | 4               | Luiz Olinto Tortorello    | São Caetano do Sul    | 1995                | |
| 4          | Valdírio Prisco        | Ribeirão Pires        | 5               | Walter Demarchi           | São Bernardo do Campo | 1996                | |
| 5          | Celso Daniel           | Santo André           | 6               | Gilson Menezes            | Diadema               | 1997                | |
| 6          | Maurício Soares        | São Bernardo do Campo | 7               | Oswaldo Dias              | Mauá                  | 1998                | |
| 7          | Maria Inês Soares      | Ribeirão Pires        | 8               | Danilo Franco             | Rio Grande da Serra   | 1999                | |
| 8          | Oswaldo Dias           | Mauá                  | 9               | Maurício Soares           | São Bernardo do Campo | 2000                | |
| 9          | Ramon Velasquez        | Rio Grande da Serra   | 10              | Maurício Soares           | São Bernardo do Campo | 2001                | |
| 10         | Luiz Olinto Tortorello | São Caetano do Sul    | 11              | José de Filippi Júnior    | Diadema               | 2002                | |
| 11         | José de Filippi Júnior | Diadema               | 12              | Maria Inês Soares         | Ribeirão Pires        | 2003                | |
| 12         | Maria Inês Soares      | Ribeirão Pires        | 13              | Luiz Olinto Tortorello    | São Caetano do Sul    | 2004                | |
| 13         | William Dib            | São Bernardo do Campo | 14              | Kiko Teixeira             | Rio Grande da Serra   | 2005 - 2006         | |
| 14         | Kiko Teixeira          | Rio Grande da Serra   | 15              | João Avamileno            | Santo André           | 2007                | |
| 15         | João Avamileno         | Santo André           | 16              | Leonel Damo               | Mauá                  | 2008                | Renunciou a presidência em razão do fim do mandato de prefeito de Santo André em 1° de janeiro de 2009. |
| -          | Kiko Teixeira          | Rio Grande da Serra   | 16              | Leonel Damo               | Mauá                  | Jan/2009 - Fev/2009 | presidente interino                                                                                     |
| 16         | José Auricchio Júnior  | São Caetano do Sul    | 17              | Mário Reali               | Diadema               | 2009                | |
| 17         | Clóvis Volpi           | Ribeirão Pires        | 17              | Mário Reali               | Diadema               | 2010                | |
| 18         | Mário Reali            | Diadema               | 18              | Aidan Ravin               | Santo André           | 2011 - Mai/2012     | |
| 19         | Kiko Teixeira          | Rio Grande da Serra   | 19              | José Auricchio Júnior     | São Caetano do Sul    | Jun/2012 - Dez/2012 | |
| 20         | Luiz Marinho           | São Bernardo do Campo | 20              | Lauro Michels             | Diadema               | 2013 - 2014         | |
| 21         | Gabriel Maranhão       | Rio Grande da Serra   | 21              | Luiz Marinho              | São Bernardo do Campo | 2015                | |
| 22         | Luiz Marinho           | São Bernardo do Campo | 22              | Lauro Michels             | Diadema               | 2016                | |
| 23         | Orlando Morando        | São Bernardo do Campo | 22              | Lauro Michels             | Diadema               | 2017                | |
| 23         | Orlando Morando        | São Bernardo do Campo | 23              | Paulo Serra               | Santo André           | 2018                | |
| 24         | Paulo Serra            | Santo André           | 24              | Kiko Teixeira             | Ribeirão Pires        | 2019                | |
| 25         | Gabriel Maranhão       | Rio Grande da Serra   | 25              | Lauro Michels             | Diadema               | 2020                | |
| 26         | Paulo Serra            | Santo André           | 26              | Clóvis Volpi              | Ribeirão Pires        | 2021 - 2022         | |
| 27         | Marcelo Oliveira       | Mauá                  | 27              | José de Filippi Júnior    | Diadema               | 2023                | |
| 28         | José de Filippi Júnior | Diadema               | 28              | Penha Fumagalli           | Rio Grande da Serra   | 2024                | |
| 29         | Marcelo Lima           | São Bernardo do Campo | 29              | Guto Volpi                | Ribeirão Pires        | 2025                | |

## Outros consórcios
Além do Consórcio ABC, na Região Metropolitana de São Paulo e outros municípios limítrofes, estão constituídos os demais consórcios:
- CONDEMAT+ (Consórcio de Desenvolvimento dos Municípios do Alto Tietê), formado por Arujá, Biritiba Mirim, Ferraz de Vasconcelos, Guararema, Guarulhos, Igaratá, Itaquaquecetuba, Mairiporã, Mogi das Cruzes, Poá, Salesópolis, Santa Branca, Santa Isabel e Suzano;
- Cimbaju (Consórcio Intermunicipal Bacia Alto Juqueri), formado por Caieiras, Cajamar, Francisco Morato, Franco da Rocha e Mairiporã;
- CIOESTE (Consórcio Intermunicipal da Região Oeste Metropolitana de São Paulo), formado por Araçariguama, Barueri, Cajamar, Carapicuíba, Cotia, Itapevi, Jandira, Osasco, Pirapora do Bom Jesus, Santana de Parnaíba, São Roque e Vargem Grande Paulista;
- Conisud (Consórcio de Desenvolvimento Região Sudeste), formado por Cotia, Embu das Artes, Embu-Guaçu, Itapecerica da Serra, Juquitiba, São Lourenço da Serra, Taboão da Serra e Vargem Grande Paulista.